# EuroVelo 13

Cuando esté completamente terminado, el EV13, el Camino del Telón de Acero, seguirá esta ruta.

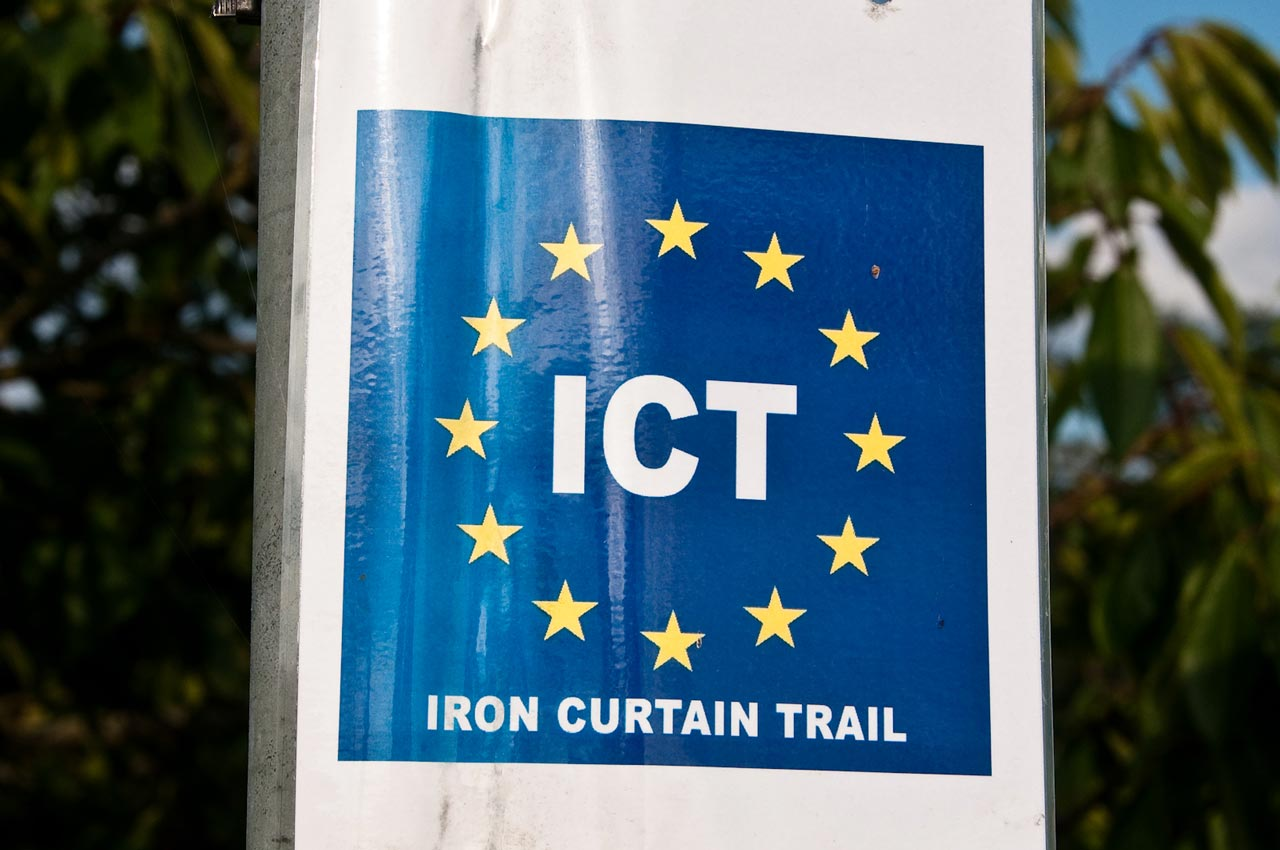
Poste indicador del sendero de la cortina de hierro

La Ruta del Telón de Acero (ICT) Iron Curtain Trail, también conocida como EuroVelo 13 (EV13), es una ruta ciclista de largo recorrido parcialmente completa que discurrirá a lo largo de todo el antiguo Telón de Acero . Durante el período de la Guerra Fría (c. 1947-1991), el Telón de Acero delineó la frontera entre el Este comunista y el Oeste capitalista, siendo el Este los países del Pacto de Varsovia del bloque soviético y el Oeste los países de la OTAN . .
La ICT también puede, por supuesto, ser recorrida como un sendero de largo recorrido .

## Visión general
El Camino del Telón de Acero, que está estrechamente relacionado con el proyecto del Cinturón Verde Europeo, se gestiona en tres proyectos:
- La parte norte tiene más de 4127 Km de longitud desde el mar de Barents, a lo largo de la frontera entre Finlandia y Rusia, a lo largo de la costa báltica, hasta la frontera entre Alemania y Polonia.
- La sección central pasa directamente a través de Alemania, siguiendo la antigua frontera entre Alemania Oriental y Alemania Occidental . Luego sigue las fronteras actuales de la República Checa—Austria, Austria—Eslovaquia, Austria-Hungría y Eslovenia por una distancia de 2179 Km.
- La parte sur recorre 1335 Km a lo largo de las fronteras de Croacia, Serbia, Rumania, Bulgaria, Macedonia, Grecia y Turquía hasta el Mar Negro

## Desarrollo
20 países forman parte del proyecto Sendero del Telón de Acero, entre ellos 14 miembros de la Unión Europea .
Las ICT fueron presionadas por los esfuerzos del eurodiputado Michael Cramer, político del Partido Verde alemán . Se han creado senderos y se han adaptado mejor al ciclismo con la ayuda y financiación de la Unión Europea, con señales y marcadores históricos erigidos.